# ويل روبرتس
ويل روبرتس (بالإنجليزية: Will Roberts)‏ (24 أبريل 1994 في المملكة المتحدة - ) هو لاعب كرة قدم بريطاني في مركز الوسط. شارك مع منتخب ويلز تحت 19 سنة لكرة القدم. أما مع النوادي، فقد لعب مع كوفنتري سيتي.

## وصلات خارجية
- ويل روبرتس على موقع قاعدة بيانات كرة القدم.إي يو (الإنجليزية)
- ويل روبرتس على موقع Soccerbase.com (لاعب) (الإنجليزية)